# Edomitski jezik
Edomitski jezik (ISO 639: xdm), drevni kanaanski jezik, afrazijska porodica, kojim su govorili Edomiti u prvoj polovici prvog milenija prije Krista na području današnjeg jugozapadnog Jordana, istočno od rijeke Jordan.